# Fistola ostetrica
La fistola ostetrica è una patologia che vede lo sviluppo di una lacerazione (fistola) nel canale uterino a seguito del parto. Questa lesione può verificarsi tra la vagina e il retto, l'uretere o la vescica. Può provocare incontinenza urinaria o fecale. Le complicazioni possono includere depressione, infertilità e isolamento sociale.

## Diagnosi
La fistola ostetrica può essere causata da parto ostruito, scarso accesso alle cure mediche, malnutrizione e gravidanza in età adolescenziale. L'insorgere di questa patologia è determinato da uno scarso flusso sanguigno nell'area interessata per un periodo di tempo prolungato. Generalmente la diagnosi si basa sulla valutazione dei sintomi e può essere comprovata dal ricorso al blu di metilene.

## Trattamento
Nella maggior parte dei casi è possibile prevenire l'insorgenza di fistole ostetriche attraverso un taglio cesareo. Questo trattamento è di natura chirurgica. Se trattato precocemente, l'impiego di un catetere urinario può favorire la guarigione. Anche il counseling può essere utile. Si stima che circa 2 milioni di donne nell'Africa subsahariana, in Asia, nella regione araba e in America Latina soffrano di fistola ostetrica, con circa 75 000 nuovi casi ogni anno. L'insorgenza di questa lesione si verifica molto raramente nel mondo sviluppato. È considerata una malattia legata alla povertà .